# 黒木三次

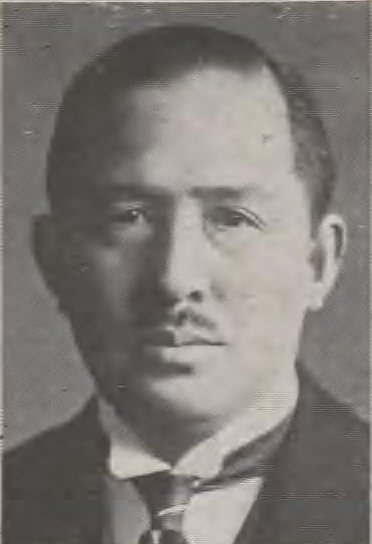
黒木三次

黒木 三次（くろき さんじ、明治17年（1884年）12月21日 - 昭和19年（1944年）9月30日）は、日本の華族。貴族院議員・帝都復興院参与・司法省委員を務める。位階・勲等・爵位は正三位・勲三等・伯爵。

## 人物
第1軍司令官を務めた黒木為楨陸軍大将伯爵と、妻ヒヤク（黒田清隆の養女）の長男として東京に生まれる。一高で内村鑑三の元で学び、明治45年（1912年）東京帝国大学法科大学を卒業。大正7年（1918年）から欧米に留学し、帰国後は母校の東京帝国大学法科大学で副手を務める。大正12年（1923年）2月3日の父の薨去を受けて襲爵し、伯爵となる。三次は同年9月1日に発生した関東大震災の復興を目的とした帝都復興院参与に就任し、大正15年（1926年）5月1日には補欠選挙で貴族院伯爵議員に選出された。貴族院議員は薨去するまで務めた他、司法省委員や中央水産会・中央農業会・全国農業経済会の設立委員等、数々の公職に就いた。墓所は多磨霊園。
三次は内閣総理大臣松方正義公爵の嫡男、第十五銀行頭取松方巌公爵の娘竹子（1895-1979）と結婚した。竹子の叔父幸次郎や松方三郎は三次と共に熱心な美術収集家だが、松方三郎が美術や音楽、登山に興味を持ったのは三次の影響だと言われる。

## 栄典
- 1931年（昭和6年）5月1日 - 帝都復興記念章[4]

## 逸話
少年時代から志賀直哉、有島生馬らと親しく、大正14年には志賀、里見弴らと山陰地方を旅行している。
フランス印象派の大家クロード・モネと親交があった。

## 親族

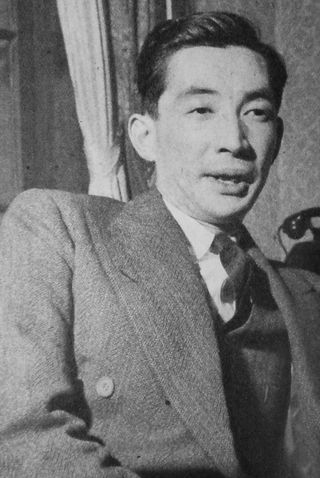
黒木従達（1953年）

三次の没後は養子の黒木従達（1917-1983、西郷従徳六男）が跡を継いだ。従達は宮内庁に入り、皇太子明仁親王（後の明仁上皇）に、東宮侍従として長年仕え、民間妃選定など皇太子・美智子妃結婚に大きな役割を果たしたが、東宮侍従長在任中の1983年に急逝した。三次の弟で為楨の三男黒田清 (伯爵)は内閣総理大臣黒田清隆伯爵の子、黒田清仲に子が無かった為養子として入り、家督を継承する。